# Arthisma scissuralis
Arthisma scissuralis är en fjärilsart som beskrevs av Moore 1883. Arthisma scissuralis ingår i släktet Arthisma och familjen nattflyn. Inga underarter finns listade i Catalogue of Life.